# 吕德 (法国)
吕德（法語：Ludes，發音：[lyd]）是法国马恩省兰斯区的市镇，位于该省中部偏西北，面积12.22平方千米，2022年1月1日人口为691人。

## 地理
吕德（49°9'17"N, 4°4'44"E）面积12.22平方千米，位于法国大東部大區马恩省，该省份为法国东北部内陆省份，北起阿登省，西北接埃纳省，西南接塞纳-马恩省，南至奥布省，东南接上马恩省，东临默兹省。
与吕德接壤的市镇（或旧市镇、城区）包括：泰西、希尼莱罗斯、马伊香槟、皮雪、里伊拉蒙塔涅、塞尔沃城、瓦勒德利夫尔。
吕德的时区为UTC+01:00、UTC+02:00（夏令时）。

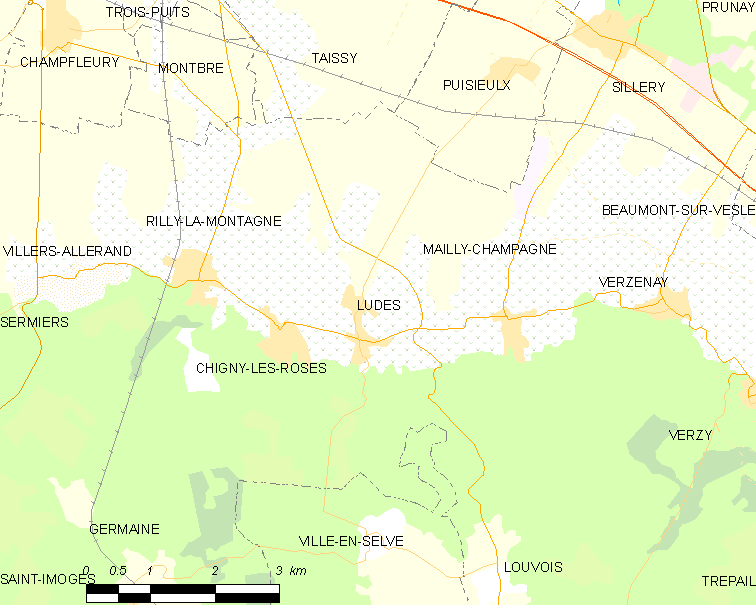
吕德的OSM定位图

## 行政
吕德的邮政编码为51500，INSEE市镇编码为51333。

## 政治
吕德所属的省级选区为穆尔默隆-韦勒-香槟山县。

## 人口

1962-2008年间吕德人口变化图示

吕德于2022年1月1日时的人口数量为691人。